# Christian Murro
Christian Murro (* 19. Mai 1978 in Saronno) ist ein ehemaliger italienischer Radrennfahrer.
Christian Murro wurde im Jahr 2000 Zweiter bei der Stausee-Rundfahrt Klingnau. In der Saison 2003 gewann er das Rennen Giro delle Tre Provincie und wurde er Etappenzweiter beim Giro Ciclistico d’Italia und Zweiter beim Piccolo Giro di Lombardia. Im Jahr darauf nahm ihn Miche unter Vertrag, und er konnte den Gran Premio Industria e Commercio Artigianato Carnaghese für sich entscheiden. Ab 2005 fuhr er für das Professional Continental Team Tenax. 2007 gewann er Tre Valli Varesine und wurde Zweiter bei Halle–Ingooigem.
Im Januar 2008 wurde Murro im Rahmen einer Trainingskontrolle positiv auf Furosemid getestet, und er wurde bis April 2010 wegen Dopings gesperrt. Als Reaktion hierauf beendete er seine Karriere. Im November 2010 wurde er allerdings nachträglich vom Vorwurf des Dopings freigesprochen. Ein italienisches Gericht erklärte Murros Version für stichhaltig, wonach er die Substanz versehentlich mit einem Kräutertee zu sich genommen habe.

## Erfolge
2004
- Gran Premio Industria e Commercio Artigianato Carnaghese

2007
- Tre Valli Varesine

## Teams
- 2004 Miche
- 2005 Tenax
- 2006 Tenax Salmilano
- 2007 Tenax-Menikini
- 2008 Lampre-Fondital